# 2020年多哥总统选举
2020年多哥总统选举于2月22日举行，時任总统、共和联盟候选人福雷·纳辛贝在首轮投票中成功连任，开启第四个总统任期。他的主要竞争对手是前总理、刚成立的爱国民主与发展运动领导人阿格贝约梅·科乔，他获得了19%的选票。

## 选举制度
2019年5月通过的宪法修正案将总统选举制度由原来的简单多数制（先得票者胜）改为两轮选举制。
此次修宪是在2018年12月举行的议会选举之后进行的，这次选举遭到了十四个反对党的联合抵制，他们抗议选举存在“偏袒”。政府拒绝恢复1992年宪法，并继续使用有利于共和联盟的选区划分。
宪法修正案还重新引入了在2002年被废除的总统任期限制，规定总统最多只能连任一次、每届任期五年。然而这一规定不具有追溯力，因此允许福雷·纳辛贝在已连任三届的基础上仍可再连任两届。

## 竞选活动
2019年10月，主要反对党“全国变革联盟”确认其领导人让-皮埃尔·法布尔为该党的总统候选人。
2020年1月，洛美荣休大主教菲利普·法诺科·克波佐呼吁暂停选举以进行必要的选举改革。克波佐公开为阿贝约梅·科乔助选。而在选举当天早晨，有报道称科乔取得了领先，随后两人据称被软禁在家中。

## 选举过程
2020年2月，保护记者委员会致信多哥政府，呼吁其不要像2017年那样限制互联网服务，指出此举严重威胁国家的民主进程。
据报道称在投票开始前，多哥独立国家选举委员会撤销了全国民间社会协商机构这一重要选举观察组织的资格。
军方在选举当天包围了科乔的住所，此前有报道称他在计票中处于领先地位。选举期间首都及其他主要城市发生了零星的互联网中断事件，引发国际监督组织与反对党对选举结果的质疑。

## 选举结果
| 候选人     | 候选人           | 政党                 | 票数      | %      |
| ---------- | ---------------- | -------------------- | --------- | ------ |
|            | 福雷·纳辛贝      | 多哥共和联盟         | 1,760,309 | 70.78  |
|            | 阿贝约梅·科乔    | 爱国民主与发展运动   | 483,926   | 19.46  |
|            | 让-皮埃尔·法布尔 | 全国变革联盟         | 116,336   | 4.68   |
|            | 艾梅·戈盖        | 民主人士全面发展联盟 | 59,777    | 2.40   |
|            | 沃洛·科米        | 社会主义复兴公约     | 29,791    | 1.20   |
|            | 乔治·威廉斯·库桑 | 民众健康             | 19,923    | 0.80   |
|            | 查索纳·特拉奥雷  | 公民民主与发展运动   | 16,814    | 0.68   |
| 总共       | 总共             | 总共                 | 2,486,876 | 100.00 |
|            |                  |                      |           |        |
| 资料来源： |                  |                      |           |        |

## 后续
2月25日，科乔向宪法法院提交申诉，请求推翻选举结果。三天后，他与克波佐共同呼吁民众举行抗议，导致军方包围了他们的住所，而领土管理部则表示抗议活动将被视为非法。对此国民议会的一些成员指责科乔正在策划政变。